# ロイス・ネットルトン
ロイス・ネットルトン（Lois Nettleton, 本名：Lois June Nettleton, 1927年8月16日 - 2008年1月18日）はアメリカ合衆国の女優。1948年のミス・シカゴに選ばれ、同年のミス・アメリカでは準決勝まで進出した。

## 経歴
1927年にイリノイ州オークパークで父エドワード、母ヴァージニアの間に生まれ、1949年から本格的に女優の道を歩み始める。テネシー・ウィリアムズの舞台『熱いトタン屋根の猫』でバーバラ・ベル・ゲデスの代役をつとめ、ドラマ『キャプテン・ビデオ』でテレビ初出演を果たす。
『トワイライト・ゾーン』、『女刑事キャグニー&レイシー』、『となりのサインフェルド』、『ベイウォッチ・ナイツ』、『ジェシカおばさんの事件簿』など数十もの番組にゲスト出演しており、シットコム『ゴールデン・ガールズ』では喪中のレズビアン役を演じてエミー賞コメディ部門ゲスト女優賞にノミネートされたのをはじめ、生涯3度にわたり同賞のノミネートを受けた。
なお、デイタイム・エミー賞では2度の受賞を果たしている。また、映画・声優・ブロードウェイの舞台といった分野でも活動し、声優としてはディズニーアニメ『ミッキーの悪いやつには負けないぞ!』、『ハウス・オブ・マウス』のマレフィセント役、ゲーム『ヘラクレスの大冒険』に出演した。
2007年8月、ニュージャージー州ハスブルックハイツで開催されたトワイライトゾーン・コンベンションが公に姿を見せた最後であった。
2008年1月18日、カリフォルニア州ウッドランドヒルズにて肺ガンのため死去。80歳没。